# 閻日新
閻日新（?—1017年），宋朝宿州臨渙人。
真宗时為宿州牙職，補三司使役吏。淳化年間，選隸壽王府。真宗即位，擢拔为供奉官，提点雄、霸、静戎军榷场，以逢迎宋真宗为能事。咸平元年，遷升為内殿崇班、永兴军驻泊都监。歷官昭州团练使，单州知州。晚年以疾返京師。天禧初年卒。

## 延伸阅读
[在维基数据编辑]
 《宋史·卷309》，出自脱脱《宋史》